# 麥格拉斯山
70°53′S 65°28′E / 70.883°S 65.467°E
麥格拉斯山（英語：Mount McGrath）是南極洲的山峰，位於麥克羅伯特森地，處於比舍山東北面2公里，屬於查爾斯王子山脈中阿拉米斯山脈的一部分，根據澳大利亞探險隊拍攝的空中照片繪入地圖，現時由南極條約體系管理。